# Aigle (1931)
Aigle – francuski wielki niszczyciel z okresu II wojny światowej z grupy typów 2400-tonowych, podtypu Aigle. W służbie od 1932, samozatopiony w Tulonie 27 listopada 1942.

## Historia
„Aigle” był głównym okrętem nazwanego od niego podtypu Aigle francuskich 2400-tonowych wielkich niszczycieli (grupy C). Nazwa znaczy „orzeł”. Zamówiono go w ramach programu z 1927 roku. Jego budowę rozpoczęto jako pierwszego, lecz ukończono jako ostatniego z grupy C podtypu Aigle. Nosił numery burtowe: w latach 1932-34: 5, 1934-35: 6, 1935-39: brak, 1939-42: X13.

## Służba w skrócie
Po wybuchu II wojny światowej „Aigle” służył na Morzu Śródziemnym, bazując w Tulonie, w składzie 1. Dywizjonu Kontrtorpedowców (z „Lion” i „Vauban”). Po przystąpieniu Włoch do wojny, wziął udział z 10 innymi niszczycielami tego typu i 4 krążownikami w operacji ostrzelania w czerwcu 1940 włoskich portów Genui i Vado.
Po upadku Francji pozostał pod kontrolą rządu Vichy. W latach 1940–1942 wzmocniono mu lekkie uzbrojenie przeciwlotnicze, dodając podwójne działko 37 mm.
„Aigle” wraz z innymi okrętami został samozatopiony podczas niemieckiej próby zagarnięcia floty francuskiej w Tulonie 27 listopada 1942. Po przejęciu Tulonu przez Włochów, podnieśli oni okręt, lecz nie podjęli remontu. Został następnie zatopiony pomiędzy listopadem 1943 a marcem 1944 przez lotnictwo alianckie. Wrak został złomowany.
Szczegółowy opis i dane - w artykule niszczyciele typu 2400-tonowego